# Kalika (Rasuwa)
Pour les articles homonymes, voir Kalika.
Kalika (en népalais : कालिका) est une municipalité rurale du Népal située dans le district de Rasuwa. Au recensement de 2011, elle comptait 9 421 habitants.
Elle regroupe les anciens comités de développement villageois de Ramche, Jibjibe et une partie de Laharepauwa et Bhorle.